# 吉永雅
吉永雅（：／ Gil Yeong-a，1970年4月11日—），出生於韓國京畿道安山市，韩国前女子羽毛球運動員。
1992年巴塞隆納奧運會，吉永雅與沈恩婷搭配獲得女子雙打銅牌。4年後的1996年亞特蘭大奧運會，她與金東文搭配贏得混合雙打金牌；並與張惠玉搭配贏得女子雙打銀牌。
她的兒子金元昊也是韓國羽毛球國家隊球員。
2009年獲選進入羽毛球世界聯會名人堂。

## 外部連結
- 吉永雅在世界羽球聯盟的登錄資料
- profile